# أشيا
أشيا (بالإيطالية: Ascea) هي بلدة وبلدية تقع في مقاطعة ساليرنو في كامبانيا في إيطاليا، تاريخياً تحتوي هذه البلدة على أثار المدينة اليونانية القديمة إيليا حيث يعود تاريخها لحوالي 550 ق م، تطل هذه البلدة على البحر وتعتبر من المدن التي يقتبل إليها السواح الأوروبيين ألذين يأتون في الصيف، حيث تم إعلانها مع جيلينتو ضمن لائحة التراث العالمي.

## السكان
تطور النمو السكاني لـ أشيا

## أعلام
- جاكوبو نابولي